# 1920年花蓮地震
1920年（大正九年）6月5日，台灣東部海域發生地震矩規模8.2地震，震源深度為20公里，造成24人死亡、20人受傷，273棟房屋全毀、1257棟房屋損壞，這是臺灣史上最大的地震之一。

地震造成台灣全島有感，同樣有震感的區域還有沖繩的石垣島、奄美大島，其中台灣島三分之二及石垣島都達到強震震度。測得V級震度的地點包含花蓮、石垣島及台中，台北、台東及台南測得IV級震度。
受災區域以台中以北為主，南投及嘉義以南災情較少，倒塌的房屋主要為土角厝，其他還有煙囪、道路、橋樑、電線桿等。
花蓮港附近航行的「長春丸」觸礁，基隆港的船隻也能在船上感受到搖晃，日本郵船「三河丸」在海上感受到海震。

主震發生前曾發生1起前震，主震發生後9天內共發觀測到135次餘震發生，其中較為顯著的餘震分別在5日23時45分、6日0時54分、6日1時39分、7日7時51分發生。

## 延伸閱讀
- 鄭世楠、黃歆宜（2009）。1920年6月5日花蓮地震的回顧與探討，中國地球物理學會與中華民國地質學會98年年會暨學術研討會論文摘要集，嘉義。
- Theunissen, T., Font, Y., Lallemand, S. and Liang, W.-T. (2010), The largest instrumentally recorded earthquake in Taiwan: revised location and magnitude, and tectonic significance of the 1920 event. Geophysical Journal International, 183: 1119–1133. doi:10.1111/j.1365-246X.2010.04813.x